# ひとりメシ 〜ひとりだけどひとりじゃない〜
ひとりメシ ～ひとりだけどひとりじゃない～は、テレビ東京系列で2023年9月3日から11月26日に放送されていたグルメバラエティ番組。
2022年にスタートしたテレ東と扶桑社、電通によるメディアミックスプロジェクト「ひとり飯をみんなで楽しむプロジェクト」の一環として企画された番組である。

## 概要
- 毎回2組のタレントが各々「ひとりメシ」で使う行きつけのお店へ出向き、2組同時刻に入店しリモート通話で互いの店のグルメを紹介しあう。

## 放送・配信
- 毎週日曜日 23:30～0:00
- 放送翌日より・テレビ東京のキャッチアップ配信サービス「ネットもテレ東」、民放公式テレビ配信サービスTVer」にて最新回を配信。

## 出演者
＃5（テレビ東京2023年10月1日放送分）～9
3人のうち毎週2人が出演
- 福田麻貴（3時のヒロイン） ,
- サーヤ（ラランド）
- 加納（Aマッソ）

### 過去の出演者
＃1～4
- 斉藤慎二（ジャングルポケット）
- 盛山晋太郎（見取り図）
- リリー（見取り図）

## スタッフ
- ナレーション：小坂由里子
- 構成：村上卓史、江藤美明・伊藤正宏
- ディレクター：池田靖、安井紘侑
- 演出：相澤宏明
- プロデューサー：阿部真士、稲垣美優（テレビ東京）・中村肇（ビーフィット）
- 制作協力：BEE FIT
- 制作：テレビ東京

## リンク
- ひとり飯をみんなで楽しむプロジェクト - テレビ東京

| テレビ東京 日曜23:30 - 0:00枠                | テレビ東京 日曜23:30 - 0:00枠             | テレビ東京 日曜23:30 - 0:00枠 |
| 前番組                                       | 番組名                                    | 次番組                        |
| -------------------------------------------- | ----------------------------------------- | ----------------------------- |
| テレ東卓球塾 〜ひとラリー、いっとくぅぅぅ?〜 | ひとりメシ 〜ひとりだけどひとりじゃない〜 | ウェルレポ                    |